# Por fin solos (serie de televisión)
Por fin solos es una serie española de televisión, emitida por Antena 3 en 1995 e inspirada en la película del mismo título, que contó con el mismo reparto.

## Argumento
La acción de la serie arranca allá donde finaliza la película, de la que es continuación natural. El matrimonio de Arturo y Elena intentan por todos los medios que sus cuatro hijos, ya adultos, Teddy (ejecutivo agresivo), Vera (psicóloga desorientada), Sara (defensora de ideales ecologistas) y Nico (rebelde y problemático) abandonen el hogar familiar.

## Reparto
- Alfredo Landa ...  Arturo Garrido
- María José Alfonso ...  Elena
- Francis Lorenzo ...  Teddy Garrido
- Amparo Larrañaga ...  Vera Garrido
- Juanjo Artero ...  Víctor
- Ayanta Barilli ...  Sarita Garrido
- Juan Luis Galiardo ...  Héctor Lafuente
- Elisa Matilla ...  Lupe Martín

## Audiencias

### Temporada 1 (1995)
| N.º (serie) | N.º (temp.) | Título                       | Fecha de emisión    | Audiencia              |
| ----------- | ----------- | ---------------------------- | ------------------- | ---------------------- |
| 1           | 1           | «Por fin solos»              | 18 de abril de 1995 | 6 248 000 espectadores |
| 2           | 2           | «Los que se van sí volverán» | 25 de abril de 1995 | 5 591 000 espectadores |
| 3           | 3           | «El mejor amigo del hombre»  | 2 de mayo de 1995   | 4 896 000 espectadores |
| 4           | 4           | «Mentes estrechas»           | 23 de mayo de 1995  | 4 019 000 espectadores |
| 5           | 5           | «Los tres cerditos»          | 30 de mayo de 1995  | —                      |